# 東武スポーツクラブ
東武スポーツクラブ（とうぶスポーツクラブ）は、東武グループの株式会社東武スポーツが運営するスポーツクラブ。
主に高架下や駅前など、親会社の東武鉄道が所有する土地を有効的に活用し利便性を高めている。2000年代以降に開業した店舗には、プレオン（ギリシャ語でプラスの意味）のブランドを使用している。

## 店舗
2021年4月時点では埼玉県と千葉県の東武鉄道沿線に15店舗を展開する。過去には東京都と栃木県にも設置されていた時期があった。群馬県内には一度も開業実績がない。店舗の詳細情報は公式サイト「店舗案内」を参照。

## 過去の店舗
- 東武スポーツクラブとよしき（2008年10月よりゴールドジム柏千葉）
- 東武スポーツクラブさの（2010年8月より「セントラルスポーツクラブ佐野」）
- 東武スポーツクラブうつのみや（1986年8月オープン／2010年8月より「セントラルスポーツクラブ南宇都宮」）
- 東武スイミングスクールいまいち（今市スイミングクラブに売却→後に閉鎖）
- 東武スポーツクラブえきスポうめじま
- 東武スポーツクラブかわごえ
- 東武スイミングスクールかねがふち（跡地は東武不動産による月極駐車場）
- しのいカウンティ東武（アウトドアレジャーランド／1988年11月11日オープン／宇都宮市篠井町）→現・ヒーローしのいサーキット
- 東武スポーツクラブかしわ（2018年2月28日閉店／建物は解体され、跡地はEQUiA新柏として開業し、スポーツクラブとしてエニタイムフィットネス新柏駅前店が入居）